# Стиймбоут Спрингс
Стиймбоут Спрингс (на английски: Steamboat Springs) е град в окръг Раут, щата Колорадо, САЩ. Стиймбоут Спрингс е с население от 9815 жители (2000) и обща площ от 26 km². Намира се на 2052 m надморска височина. ЗИП кодът му е 80477, 80487, 80488, а телефонният му код е 970.